# Robert Kirkman
Robert Kirkman (* 30. listopadu 1978) je americký komiksový scenárista nejvíce známý pro své komiksy Živí mrtví a Invincible od nakladatelství Image Comics a Ultimate X-Men a Marvel Zombies od Marvel Comics. Také spolupracoval s Toddem McFarlanem na komiksové sérii Haunt. Je jeden z pěti partnerů Image Comics a jediný z těchto pěti, který není spoluzakladatelem. V současnosti vykonává funkci provozního ředitele (COO) Image Comics.
Několik jeho komiksů se dočkalo televizní adaptace do seriálů, které také sám produkoval a někdy se na nich podílel i jako jeden ze scenáristů. Prvním byl průlomový seriál stanice AMC Živí mrtví, který se dočkal jedenácti sérií (2010–2022) a dvou spin-offů – Živí mrtví: Počátek konce (2015–2023) a The Walking Dead: World Beyond (2020–2021). Po úspěchu Živých mrtvých koupil Cinemax práva na další Kirkmanův komiks s názvem Outcast, seriál ovšem na obrazovkách vydržel jen dvě série než byl zrušen (2016–2018). V roce 2021 měla na službě Amazon Prime Video premiéru první série animované VOD adaptace druhého nejúspěšnějšího Kirkmanova komiksu Invincible. Kirkman zde působil i coby showrunner.

## Česky vydané komiksy

### Komiksy
Na českém trhu byly vydány následující komiksy se scénářem Roberta Kirkmana:
- Živí mrtví (2009 – 2020):
  - 2009 – Živí mrtví 1 – Staré dobré časy, (autoři: Robert Kirkman a Tony Moore: The Walking Dead #1–6, Days Gone Bye, 2003–04)
  - 2010 – Živí mrtví 2 – Míle a míle, (autoři: Robert Kirkman a Charlie Adlard: The Walking Dead #7–12, Miles Behind Us, 2004)
  - 2011 – Živí mrtví 3 – Bezpečí za mřížemi, (autoři: Kirkman a Adlard: The Walking Dead #13–18, Safety Behind Bars, 2004–05)
  - 2011 – Živí mrtví 4 – Touha je slepá, (autoři: Kirkman a Adlard: The Walking Dead #19–24, The Heart's Desire, 2005)
  - 2012 – Živí mrtví 5 – Nejlepší obrana, (autoři: Kirkman a Adlard: The Walking Dead #25–30, The Best Defense, 2006)
  - 2012 – Živí mrtví 6 – Život plný utrpení, (autoři: Kirkman a Adlard: The Walking Dead #31–36, This Sorrowful Life, 2006–07)
  - 2013 – Živí mrtví 7 – Ticho před bouří, (autoři: Kirkman a Adlard: The Walking Dead #37–42, The Calm Before, 2007)
  - 2013 – Živí mrtví 8 – Zrozeni k utrpení, (autoři: Kirkman a Adlard: The Walking Dead #43–48, Made To Suffer, 2007–08)
  - 2013 – Živí mrtví 9 – Smutek nás pozůstalých, (autoři: Kirkman a Adlard: The Walking Dead #49–54, Here We Remain, 2008)
  - 2014 – Živí mrtví 10 – Čím se stáváme, (autoři: Kirkman a Adlard: The Walking Dead #55–60, What We Become, 2009)
  - 2014 – Živí mrtví 11 – Střez se lovců, (autoři: Kirkman a Adlard: The Walking Dead #61–66, Fear the Hunters, 2009)
  - 2014 – Živí mrtví 12 – Život mezi nimi, (autoři: Kirkman a Adlard: The Walking Dead #67–72, Life Among Them, 2009–10)
  - 2015 – Živí mrtví 13 – Těžká cesta zpět, (autoři: Kirkman a Adlard: The Walking Dead #73–78, Too Far Gone, 2010)
  - 2015 – Živí mrtví 14 – Není úniku, (autoři: Kirkman a Adlard: The Walking Dead #79–84, No Way Out, 2010–11)
  - 2015 – Živí mrtví 15 – Kým chceme být, (autoři: Kirkman a Adlard: The Walking Dead #85–90, We Find Ourselves, 2011)
  - 2016 – Živí mrtví 16 – Ten velký svět, (autoři: Kirkman a Adlard: The Walking Dead #91–96, A Larger World, 2011–12)
  - 2016 – Živí mrtví 17 – Důvod se bát, (autoři: Kirkman a Adlard: The Walking Dead #97–102, Something To Fear, 2012)
  - 2016 – Živí mrtví 18 – Co přijde pak, (autoři: Kirkman a Adlard: The Walking Dead #103–108, What Comes After, 2012–13)
  - 2016 – Živí mrtví 19 – Válečné bubny zní, (autoři: Kirkman a Adlard: The Walking Dead #109–114, March To War, 2013)
  - 2017 – Živí mrtví 20 – Totální válka, část první, (autoři: Kirkman a Adlard: The Walking Dead #115–120, All Out War (Part One), 2013–14)
  - 2017 – Živí mrtví 21 – Totální válka, část druhá, (autoři: Kirkman a Adlard: The Walking Dead #121–126, All Out War (Part Two), 2014)
  - 2017 – Živí mrtví 22 – Nový začátek, (autoři: Kirkman a Adlard: The Walking Dead #127–132, A New Beginning, 2014)
  - 2017 – Živí mrtví 23 – Šepot a řev, (autoři: Kirkman a Adlard: The Walking Dead #133–138, Whispers Into Screams, 2014–15)
  - 2018 – Živí mrtví 24 – Život a smrt, (autoři: Kirkman a Adlard: The Walking Dead #139–144, Life And Death, 2015)
  - 2018 – Živí mrtví 25 – Není cesty zpět, (autoři: Kirkman a Adlard: The Walking Dead #145–150, No Turning Back, 2015–16)
  - 2018 – Živí mrtví 26 – Volání do zbraně, (autoři: Kirkman a Adlard: The Walking Dead #151–156, Call To Arms, 2016)
  - 2018 – Živí mrtví 27 – Válka šeptem, (autoři: Kirkman a Adlard: The Walking Dead #157–162, The Whisperer War, 2016–17)
  - 2019 – Živí mrtví 28 – Neodvratný osud, (autoři: Kirkman a Adlard: The Walking Dead #163–168, A Certain Doom, 2017)
  - 2019 – Živí mrtví – Teď poznáte Negana, (autoři: Kirkman a Adlard: Image+ #1–16, Here's Negan, 2016–17)
  - 2019 – Živí mrtví 29 – Jak daleko zajdem, (autoři: Kirkman a Adlard: The Walking Dead #169–174, Lines We Cross, 2017)
  - 2019 – Živí mrtví 30 – Nový světový řád, (autoři: Kirkman a Adlard: The Walking Dead #175–180, New World Order, 2018)
  - 2020 – Živí mrtví 31 – Skrz naskrz prohnilé, (autoři: Kirkman a Adlard: The Walking Dead #181–186, The Rotten Core, 2018)
  - 2020 – Živí mrtví 32 – Odpočívej v pokoji, (autoři: Kirkman a Adlard: The Walking Dead #187–193, Rest in Peace, 2019)

- 2013 – Ultimátní komiksový komplet #41 – Zombie z Marvelu, (autoři: Kirkman a Sean Phillips: Marvel Zombies #1–5, 2005–06)

### Beletrie
- Živí mrtví:
  - 2012 – Vzestup Guvernéra, napsáno spolu s Jayem Bonansingou, nakladatelství Baronet, 344 s. ISBN 978-80-7384-577-3.
  - 2013 – Cesta do Woodbury, napsáno spolu s Jayem Bonansingou, nakladatelství Baronet, 304 s. ISBN 978-80-7384-742-5.
  - 2014 – Pád Guvernéra 1, napsáno spolu s Jayem Bonansingou, nakladatelství Baronet, 248 s. ISBN 978-80-7384-955-9.
  - 2014 – Pád Guvernéra 2, napsáno spolu s Jayem Bonansingou, nakladatelství Baronet, 304 s. ISBN 978-80-269-0048-1.

### Funk-O-Tron
- Battle Pope
  - Battle Pope (2000) #1–4
  - Battle Pope: Shorts (2001) #1–3
  - Battle Pope: Mayhem (2001) #1, 2
  - Battle Pope: Christmas Pope-Tacular (2001) #1
  - Battle Pope: Wrath Of God (2002) #1–3
  - deset výše uvedených stvořil společně s: Tony Moore, Matt Roberts, Jonboy Meyers, Cory Walker a E. J. Su, 2000–2002)
- Battle Pope Presents: Saint Michael #1–3 (s Terry Stevens, 2001)

### Image Comics
- SuperPatriot:
  - SuperPatriot: America's Fighting Force #1–4 (s Cory Walker, 2002)
  - SuperPatriot: War on Terror #1–4 (s E. J. Su, 2004–2007)
- Tech Jacket #1–6 (s E. J. Su, 2002–2003)
- Invincible #1–144 (s Cory Walker a Ryan Ottley, 2003–2018)
- Masters of the Universe Icons of Evil – Beast Man #1
- Capes #1–3 (s Mark Englert, 2003)
- The Walking Dead #1–193 (s Tony Moore a Charlie Adlard, 2003–2019)
- Noble Causes #2: "Rite of Passage" (s Cory Walker, 2004)
- Youngblood: Imperial (s Marat Mychaels, Arcade, one-shot, 2004)
- Savage Dragon: God War #1–4 (s Mark Englert, 2004–2005)
- Four Letter Worlds: "Blam" (s Matt Roberts)
- Image Holiday Special '05: "The Walking Dead" (s Charlie Adlard, one-shot, 2005)
- Suprema: Supreme Sacrifice (s Jon Malin, Arcade, one-shot, 2006)
- The Astounding Wolf-Man #1–25 (s Jason Howard, 2007–2010)
- Image United #1–3
- Haunt #1–18 (s Todd McFarlane, 2009–11)
- Sea Bear & Grizzly Shark: "The Origin of the Bear, and the Origin of the Shark" (s Jason Howard and Ryan Ottley, 2010)
- Guardians of the Globe #1–6 (s Benito J. Cereno III, Ransom Getty a Kris Anka, 2010–2011)
- Spawn #200: "Prologue" (2011)
- Outlaw Territory: "Man on a Horse: A Dawson Brothers Tale" (s Shaun O'Neil)
- Super Dinosaurio #1–23 (s Jason Howard, 2011–2014)
- The Infinite #1–4 (s Rob Liefeld, 2011)
- Thief of Thieves #1–43 (co-autor, 2012–2019)
- Outcast #1–48 (s Paul Azaceta, 2014–2021)
- Oblivion Song #1–36 (s Lorenzo de Felici, 2018–2022)
- Die, Die, Die #1–14 (co-autor, 2019–2021)
- Fire Power #1–30 (s Chris Samnee, 2020–2024)
- Void Rivals #1–… (s Matheus Lopes, 2023–…)

### Marvel Comics
- Epic Anthology: "Sleepwalker: New Beginnings" (s Khary Randolph, Epic, 2004)
- X-Men Unlimited #2: "All the Rage" (s Takeshi Miyazawa, 2004)
- Spider-Man Unlimited #4: "Love Withdrawal" (s Cory Walker, 2004)
- Captain America #29–32: "Super Patriot" (s Scot Eaton, 2004)
- Jubilee #1–6 (s Derec Donovan, 2004)
- Marvel Team-Up (s Scott Kolins, Jeff Johnson, Paco Medina, Cory Walker, Andy Kuhn a Roger Cruz, 2005–2007)
- Fantastic Four: Foes #1–6 (s Cliff Rathburn, 2005)
- Amazing Fantasy #15: "Monstro" (s Khary Randolph, 2006)
- What If?.. featuring Thor (s Michael Avon Oeming, one-shot, 2006)
- Marvel Zombies:
- Ultimate X-Men #66–93, Annual No. 2
- New Avengers: America Supports You: "Time Trouble" (s Alex Chung a Scott Hepburn, one-shot, 2006)
- The Irredeemable Ant-Man (s Phil Hester a Cory Walker, 2006–2007)
- Destroyer #1–5 (s Cory Walker, 2009)
- X-Force Annual No. 1 (s Jason Pearson, 2010)

### Ostatní komiksy
- 9-11 vol.1: "Untitled" (s Tony Moore, Dark Horse, 2002)
- Top Cow: Hardcore (2012, dodnes)
- Tales of Army of Darkness: "Weekend Off" (s Ryan Ottley, Dynamite, one-shot, 2006)
- Masters of the Universe Icons of Evil – Tri-Klops #1
- Masters of the Universe Icons of Evil – Mer-Man #1
- Masters of the Universe Icons of Evil – Trap Jaw #1
- Tales of the Realm #1–5 (s Matt Tyree, MVCreations, 2003–2004)

### Romány
1. The Walking Dead: Rise of the Governor, s Jay Bonansinga, Thomas Dunne Books, 2011.
2. The Walking Dead: The Road to Woodbury, s Jay Bonansinga, Thomas Dunne Books, 2012.
3. The Walking Dead: The Fall of the Governor, s Jay Bonansinga, Thomas Dunne Books, 2013.